# Arabella Huntington

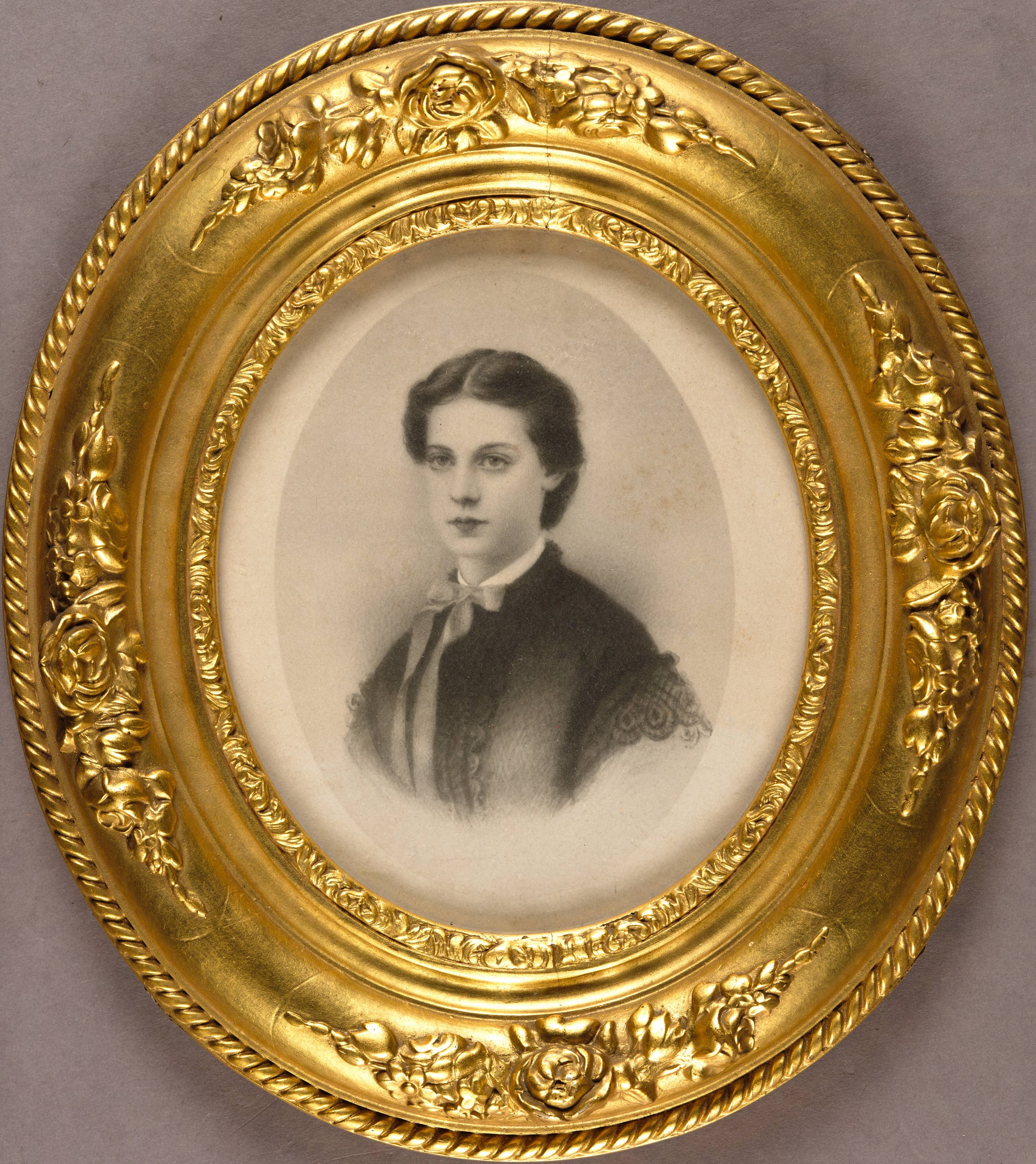
Arabella Huntington, um 1870

Catherine Arabella Duval Huntington (* 1. Juni 1851 in Richmond, Virginia; † 16. September 1924 in New York) war eine US-amerikanische Kunstsammlerin und Kunstmäzenin.

## Leben
Catherine Arabella Yarrington war eine Tochter des Ehepaares Richard M. Yarrington (1808–1860) und der Catherine J. Maddox, innerhalb der Familie wurde sie Belle gerufen. Sie erhielt eine umfassende und vorzügliche Ausbildung, sprach mehrere Fremdsprachen.
Im Jahr 1869 hatte  die erst 18-jährige Catherine Arabella Yarrington ein Verhältnis mit dem Glücksspielbetreiber John Archer Worsham (1821–1878). Allerdings starb er bald und ließ sie mit einem Kind, Archer Milton (1870–1955), zurück. Am 12. Juli 1884 heiratete sie in New York den Mitbesitzer der Eisenbahngesellschaft Central Pacific Railroad Collis P. Huntington (1821–1900), den ältesten Sohn von William Huntington (1782–1860) und Elizabeth Vincent (1791–1871). Die Ehe blieb kinderlos; jedoch adoptierte er deren Sohn Archer Milton. Nach dem Tod ihres Ehemanns im Jahr 1900 heiratete sie im Juli 1913 in Paris dessen Neffen und Präsidenten der Pacific Electric Railway Henry E. Huntington (1850–1927). Zusammen mit ihrem Mann reiste sie ausgiebig durch Europa, sammelte Kunstwerke und engagierte sich in mehreren karitativen Organisationen. 1919 unterzeichneten Henry und Arabella Huntington die Überführung ihres Anwesens in San Marino bei Los Angeles und ihrer Sammlungen in eine gemeinnützige Stiftung, wodurch die Huntington Library, Art Collections and Botanical Gardens (meist einfach Huntington Library genannt) begründet wurde. Die Huntington Gallery, ursprünglich die Villa der Familie im Beaux-Arts-Stil, enthält eine der umfassendsten Sammlungen der britischen und französischen Kunst des 18. und 19. Jahrhunderts; darunter Thomas Gainsboroughs „The Blue Boy“ und Thomas Lawrences „Pinkie“. Die „Virginia Steele Scott Gallery of American Art“ im Westflügel umfasst amerikanische Gemälde zwischen 1730 und 1930, darunter Werke von John Singer Sargent und Mary Cassatt.
Arabella Huntington starb am 16. September 1924 an den Folgen eines Herzinfarkts und wurde im Familien-Mausoleum auf ihrem Anwesen in San Marino, Kalifornien, beigesetzt. Das Mausoleum der Familie Huntington wurde von dem Architekten John Russell Pope (1874–1937) entworfen und galt als Prototyp für das Jefferson Memorial in Washington, D.C.